# Бонно, Джузеппе
Джузе́ппе Бо́нно (также Йозеф Бонно; итал. Giuseppe  Bonno; 29 января 1711, Вена, — 15 апреля 1788, Вена) — австрийский композитор итальянского происхождения.

## Биография
Сын состоявшего на императорской службе итальянца Лукрецио Бонно, Джузеппе родился в столице Австрии, в детстве пел в капелле собора Святого Стефана и первоначальное музыкальное образование получил у капельмейстера и органиста собора Иоганна Георга Рейнхардта. 
В 1726 году отправился в Неаполь, где продолжил своё образование у Франческо Дуранте и Леонардо Лео.
В Вену Бонно вернулся лишь десять лет спустя; первая его опера, «Nigelles e Nise Pastorale», была поставлена в столице Австрии в 1732 году, первые значительные успехи были связаны с оперой «Троянец» (Trajano, 1736) и ораторией «Элеазар» (Eleazaro, 1739). В 1739 году Бонно получил должность придворного композитора.
В 1749 году он стал капельмейстером венского оркестра принца Иосифа Фридриха Саксен-Гильдбургхаузенского, где служил до 1760 года.
В январе 1774 года, после смерти Флориана Леопольда Гассмана, был назначен придворным капельмейстером и занимал этот высший в Вене музыкальный пост до февраля 1788 года, когда был отправлен императором Иосифом II в отставку с сохранением жалования.
Джузеппе Бонно был также известным дирижёром и педагогом, среди его учеников — Карл фон Диттерсдорф, в 1750-х годах игравший на скрипке в оркестре принца Саксен-Гильдбургхаузенского

## Творчество
Джузеппе Бонно много внимания, особенно в последние годы, уделял церковной музыке; ему принадлежит около 30 месс и ряд других духовных сочинений. Предназначенные для придворного обихода, его сочинения отличались относительной светскостью. Бонно является также автором 23 опер, многие из которых были написаны на либретто Пьетро Метастазио, и четырёх ораторий.

### Сочинения

#### Оперы
- Троянец (Trajano, 1736)
- Рождение Юпитера (Il natale di Giove, 1740, на либретто П. Матастазио)
- Король-пастух (Il re pastore, 1751)
- Китайский герой (L’eroe cinese, 1752, на либретто П. Матастазио)
- Необитаемый остров (L’isola disabitata, 1752, на либретто П. Матастазио)
- L’atenaide ossia Gli affetti generosi (1762, на либретто П. Матастазио)

#### Оратории
- Eleazaro (1739)
- San Paolo in Athene (1740)
- Isacco figura del Redentore (1759)
- Признанный Иосиф (Il Giuseppe riconosciuto, 1774)